# Donato Rotunno

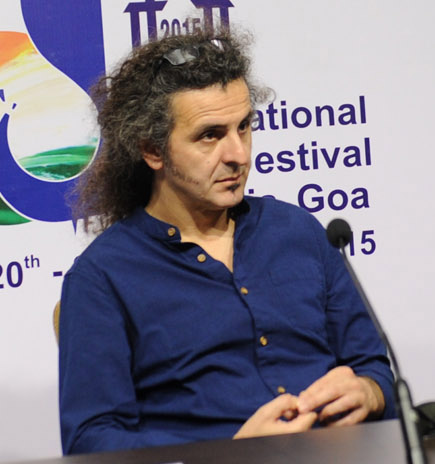
Donato Rotunno, nel 2015, in conferenza stampa al 46° International Film Festival a Panaji, in India.

Donato Rotunno (Lussemburgo, 8 maggio 1966) è un regista, sceneggiatore e produttore cinematografico lussemburghese d'origine italiana.

## Biografia
Donato Rotunno nasce in Lussemburgo da genitori lucani, da padre di Banzi e madre di Genzano di Lucania, entrambi in provincia di Potenza. Nel 1992 si laurea allo IAD, "Institut des Arts de Diffusion di Louvain-la-Neuve", in Belgio. Nel 1995 fonda la società di produzione Tarantula Luxembourg, con la quale ha prodotto più di 40 film. La sua carriera da regista inizia nel 1996 con il cortometraggio Fishtrip, per poi proseguire con Terra Mia Terra Nostra e Les Mesures du rectangle. Il suo primo lungometraggio, In a Dark Place, vince il premio per il miglior contributo artistico al Lëtzebuerger Filmpräis nel 2007. Il suo secondo film Baby(a)lone, adattamento del romanzo Amok dello scrittore lussemburghese Tullio Forgiarini, rappresenta il Lussemburgo all'88ª edizione degli Academy Awards per la categoria "miglior film straniero". 
Nel 2020 esce il suo terzo film Io sto bene, con Renato Carpentieri, Alessio Lapice e Sara Serraiocco, con il quale partecipa fuori concorso al Festival di Roma Alice nella città e rappresenta per la seconda volta il Lussemburgo alla 94ª edizione degli Academy Awards per la categoria "miglior film straniero".

## Filmografia
- Nebbiolo Rosso - cortometraggio (1992)
- Fishtrip - cortometraggio (1994)
- Terra mia - documentario (1998)
- André et les voix dissidentes - documentario (1999)
- Landscape with a Corpse - mediometraggio (2005)
- Les Mesures du Rectangle - documentario (2005)
- In a Dark Place (2006)
- Blà, Blä, Blá - documentario (2011)
- Terra mia terra nostra - documentario (2012)
- Baby(a)lone (2015)
- Io sto bene (2020)
- La fourchette à gauche - documentario (2024)

## Riconoscimenti
- "Prix de la Communauté française de Belgique" per Nebbiolo Rosso (1992)
- "Producer on the move" (EAVE), Festival de Cannes 2001
- "Prix de la meilleure contribution artistique" al Lëtzebuerger Filmpraïs 2007 per In a Dark Place
- Baby(a)lone rappresenta il Lussemburgo alla 88ª edizione del Premio Oscar per la categoria "miglior film in lingua straniera"
- Io sto bene rappresenta il Lussemburgo alla 94ª edizione del Premio Oscar per la categoria "miglior film in lingua straniera"